# Dominique Leduc
Pour les articles homonymes, voir Leduc.
Dominique Leduc est une actrice québécoise de théâtre et de télévision. Elle a fondé la troupe de « Théâtre Momentum ».

## Biographie
Dominique Leduc est diplômée du Conservatoire d'art dramatique de Montréal, promotion 1988.
Le parcours théâtral de Dominique Leduc est marqué par la fondation de Momentum. Au sein de cette compagnie, elle a contribué à la création d’une quinzaine de productions, puis elle a écrit et mis en scène 7 façons d’apprêter un cadavre et L’ardent désir des fleurs de cacao, un spectacle déambulatoire dans lequel elle abordait des thèmes liés à l’identité, l’exil et la filiation.
Son expérience des processus de création l’a amenée à travailler comme conseillère pour de nombreux metteurs en scène et chorégraphes, dont Carole Nadeau (Le Pont-Bridge), Isabelle Van Grimde et Marcel Pomerlo. En avril 2018, elle a signé la mise en scène de la pièce Le Nom du célèbre auteur norvégien, Jon Fosse, au théâtre Prospero. Comédienne aventureuse, Dominique Leduc a joué pour de multiples théâtres et de nombreux metteurs en scène. Elle était de la distribution de La Liberté de Martin Bellemarre (prix Gratien-Gélinas) et de la magnifique pièce d’Olivier Choinière, Nom de Domaine, présentée au Quat’Sous. Au TNM, elle a joué dans La divine illusion, mise en scène par Serge Denoncourt,  Kean,  Le Misanthrope, et  Tristan et Yseult ; à Espace Go, on l’a vue récemment dans la pièce Les louves, mise en scène par Solène Paré, ainsi que dans Toute femme, Top Girls, et Désordre public. Elle était de l’incomparable aventure de Tout comme elle, poème scénique de Brigitte Haentjens, réunissant cinquante comédiennes.
Au cinéma, elle a joué dans plus d’une dizaine de longs-métrages dont Le Démantèlement de Sébastien Pilote, Le météore de François Delisle, Ma fille, mon ange, d’Alexis Durand-Brault et Love-moi, œuvre marquante du cinéaste Marcel Simard.
À la télévision, elle a participé à de nombreux téléromans et séries dont Trop., Providence, Yamaska, Les Hauts et les Bas de Sophie Paquin, Temps dur, Kaboum, Ces enfants d’ailleurs et Cauchemar d’amour, série pour laquelle elle fut mise en nomination aux Gémeaux.

## Filmographie

### Cinéma
- 1989 : La Femme de Pierre
- 1990 : Love-moi de Marcel Simard
- 1991 : Nelligan de Robert Favreau : Idola St-Jean
- 1991 : Revoir Julie de Jeanne Crépeau
- 2007 : Ma fille, mon ange d'Alexis Durand-Brault
- 2012 : Louis Cyr : L'Homme le plus fort du monde de Daniel Roby
- 2013 : Le Démantèlement de Sébastien Pilote

### Télévision
- 1994 : Triplex
- 1996 : Virginie
- 1997 : Ces enfants d'ailleurs
- 1999 : Cornemuse
- 2001 : Cauchemar d'amour
- 2003 : Watatatow
- 2003 : 450, chemin du Golf
- 2003 : Temps dur
- 2005-2011 : Providence
- 2006 : Les Hauts et les Bas de Sophie Paquin
- 2007-2012 : Kaboum
- 2009- : Yamaska
- 2011 : 30 vies
- 2013 :  Unité 9
- 2016: Ruptures
- 2017-2021 : L'Heure bleue
- 2017 : Trop.
- 2018 : Discussions avec mes parents
- 2020 : Faits divers (saison 4)
- 2022: Fragments
- 2023- : L'Air d'aller

## Prix et nominations
- Masques 1996 – Nomination Meilleure interprétation féminine dans un rôle de soutien – Bousille et les justes
- Gémeaux 2002 – Nomination Meilleure interprétation féminine dans un rôle de soutien – Cauchemar d’amour
- Gémeaux 2008 – Nomination Meilleur rôle de soutien féminin: jeunesse – Kaboum
- Gémeaux 2021 – Nomination Meilleur premier rôle féminin: série dramatique – Faits divers